# Allen Bathurst
Pour les articles homonymes, voir Bathurst et Allen Bathurst (Lord Apsley).
Allen Bathurst (6 novembre 1684 – 16 septembre 1775), 1er comte Bathurst, est sous la reine Anne de Grande-Bretagne, un des membres les plus distingués des Tories, et l'adversaire du ministre Horace Walpole.

## Biographie
Il est fait pair du royaume avec le titre de baron Bathurst en 1711, et fait comte en 1772. Il est lié avec Alexander Pope et Jonathan Swift.
Son fils Henry Bathurst (1714-1794), connu en tant que Lord Apsley de 1771 à 1775, est lord chancelier de la couronne de 1771 à 1778.